# Казинян, Карине Лорисовна
Карине́ Ло́рисовна Казиня́н (дев. Кроян; 8 января 1955, Ереван — 6 декабря 2012, Лос-Анджелес) — советский и армянский дипломат, государственный деятель, заместитель министра иностранных дел Армении (2009—2011), чрезвычайный и полномочный посол Армении в Румынии (1999—2001), Германии (2001—2009) и Великобритании (2011—2012).

## Биография
Карине Казинян (Кроян) родилась 8 января 1955 года в Ереване в семье известного в Армении журналиста Лориса Крояна. Получила высшее образование, обучаясь на романо-германском отделении филологического факультета Ереванского государственного университета. Помимо армянского владела 5 языками: русским, английским, немецким, румынским и португальским.
После окончания университета несколько лет работала помощником-секретарем посла СССР в Мозамбике П. Н. Евсюкова. С 1983 года по 1988 год была помощником посла СССР в Португалии.
После этого до 1992 года Казинян преподавала английский язык в Московском лицее № 31, а с 1992 года по 1994 год она преподавала английский и португальский языки в родном Ереванском университете.
С 1997 по 2001 год работала в Румынии. Сначала Карине была временным поверенным (1997—1999), а потом и послом Армении в Румынии.
В 2001—2009 годах являлась послом Армении в Германии.
С марта 2009 года по сентябрь 2011 года Казинян занимала должность заместителя министра иностранных дел Армении. С сентября 2011 года и до самой смерти была послом в Великобритании и Ирландии.
Умерла 6 декабря 2012 года в Лос-Анджелесе в результате осложнений, возникших после проведённой операции.

## Семья
Была вдовой советского и армянского дипломата, заместителя министра иностранных дел Армении (1991—1994), первого посла Армении в Румынии (1994—1997) Георгия Казиняна (1953—1997). Имела 2 детей: сына и дочь.

## Награды
За свою жизнь и трудовую деятельность Казинян была награждена медалью Армении «Мхитар Гош» и Большим крестом национального ордена «За заслуги» Румынии (2002).